# Тит Муссидий Поллиан
Тит Муссидий Поллиан (лат. Titus Mussidius Pollianus) — римский политический деятель середины I века.
Поллиан родился между 30 и 35 годом. Между 45 и 50 годом надел мужскую тогу. В 48 году, в правление императора Клавдия, он вместе со своим отцом Титом Муссидием Поллианом был возведен в сословие патрициев. Между 48 и 53 годом Поллиан занимал должность военного трибуна. Между 50 и 55 годом он находился на посту монетного триумвира. Между 55 и 60 Поллиан был квестором императора Нерона. Венцом его карьеры была должность претора. Скончался Поллиан между 60 и 68 годом.